# Cetonia sexguttata
Cetonia sexguttata är en skalbaggsart som beskrevs av Olsoufieff 1916. Cetonia sexguttata ingår i släktet Cetonia och familjen Cetoniidae. Inga underarter finns listade i Catalogue of Life.